# Waruga

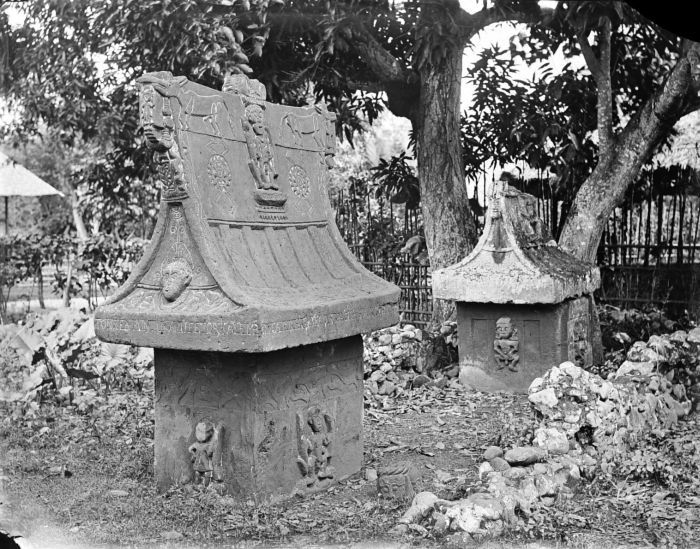
Waruga con tallas

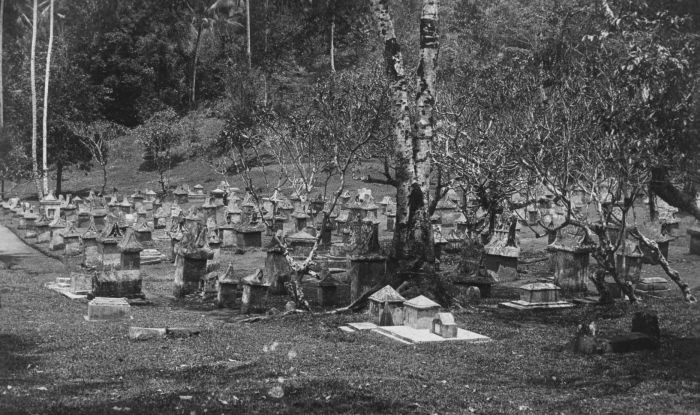
Waruga de Sawangan

Waruga es un tipo de sarcófago o tumba de encima de la tierra tradicionalmente utilizada por el Minahasas de la Provincia de Célebes Septentrional, en Indonesia. Están hechos de piedra y consisten en una parte superior puntiaguda y una sección inferior en forma de caja.
Los Minahasas muertos eran originalmente envueltos en woka, un tipo de hoja. Woka es la hoja de la palmera Livistona. Entonces eran colocados en ataúdes de madera. En el siglo IX los Minahasa empezaron a utilizar waruga.
Los cuerpos están puestos en una posición orientada al norte. Se sentaban con el tacón y el dedo unidos a las nalgas y la cabeza  "besando" las rodillas. El Minhasa cree que sus antepasados provenían del norte.
En 1828 los holandeses prohibieron el uso de waruga y los Minahasa empezaron a hacer ataúdes. Se temía el estallido de enfermedades, incluidas el tifus y el cólera. Y la práctica cristiana consistía en enterrar a los muertos.
Waruga en Tonsea tienen tallas y relieves que muestran cómo los cuerpos están almacenados en su respectivos waruga así como sus modos de vida.
Hay aproximadamente 370 Warugas (waruga-waruga) en Rap-Rap (15), Airmadidi Bawah (211) y Sawangan (144). Son una atracción turística  y fueron listados en la  Lista Provisional de Patrimonio Mundial de la UNESCO desde 1995. Aun así, fueron eliminados de la lista en 2015. En Taman Purbakala Waruga-Waruga, los sarcófagos han sido recogidos de áreas circundantes y en un museo cercano se exhiben porcelanas, brazaletes, hachas y fragmentos de hueso. La mayoría de los waruga han sido saqueados por su valioso contenido.